# Габескірія Гурам Миколайович
Гурам Миколайович Габескірія (груз. გურამ გაბესკირია; нар. 2 березня 1947, Сухумі, СРСР — пом. 27 вересня 1993, Сухумі, Грузія) — мер Сухумі (1992—1993). У радянські часи відомий футбольний арбітр.
Народився 2 березня 1947 року в Сухумі. Із семи років займався у футбольній секції. З 1966 по 1971 рік навчався на історичному факультеті Сухумського університету.
Наприкінці 60-х років почав захищати кольори місцевого «Динамо». Потім виступав за команди СКА (Тбілісі) і «Хімік» (Гродно). З 1972 року — суддя республіканської категорії. З 1981 року почав обслуговувати матчі елітного дивізіону чемпіонату СРСР. За сім сезонів був боковим суддею у 30 іграх. У першій лізі провів три матчі головним рефері. З 1988 року — суддя всесоюзної категорії.
Після відмови грузинських клубів від участі в чемпіонаті СРСР був одним із засновників команди «Цхумі» (Сухумі).
Наприкінці 80-х працював директором Сухумського рибкомбінату. В 1990 році балотувався до Верховної Ради Грузії, але зняв свою кандидатуру на користь Тамаза Надарейшвілі. Того ж року став членом Президіуму Федерації футболу Грузії.
1992 року був обраний міським головою Сухумі. 27 вересня 1993 року, разом з головою Ради міністрів Абхазії Жиулі Шартавою, потрапив у полон до сепаратистів. На вимогу стати на коліна, відповів російською мовою: «Ніколи в житті!». Всі захоплені члени уряду Абхазької автономії, без суду і слідства, були страчені.
2005 року американський журналіст Малкольм Лінтон передав свої фотоматеріали часів війни в Абхазії до художньої галереї в Тбілісі. На одному зі знімків, Володимир Габескірія упізнав тіло свого батька.
Нагороджений Орденом Національного героя та орденом Вахтанга Горгасалі 1-го ступеня.